# Pirinjärvi
Yli-Pirinjärvi eller Pirinjärvi är en sjö i Finland. Den ligger i kommunen Taivalkoski i landskapet Norra Österbotten, i den nordöstra delen av landet, 600 km norr om huvudstaden Helsingfors. Yli-Pirinjärvi ligger 209 meter över havet. Arean är 27,6 hektar och strandlinjen är 3,05 kilometer lång. Sjön  ingår i Ijo älvs huvudavrinningsområde. 